# ایستادن

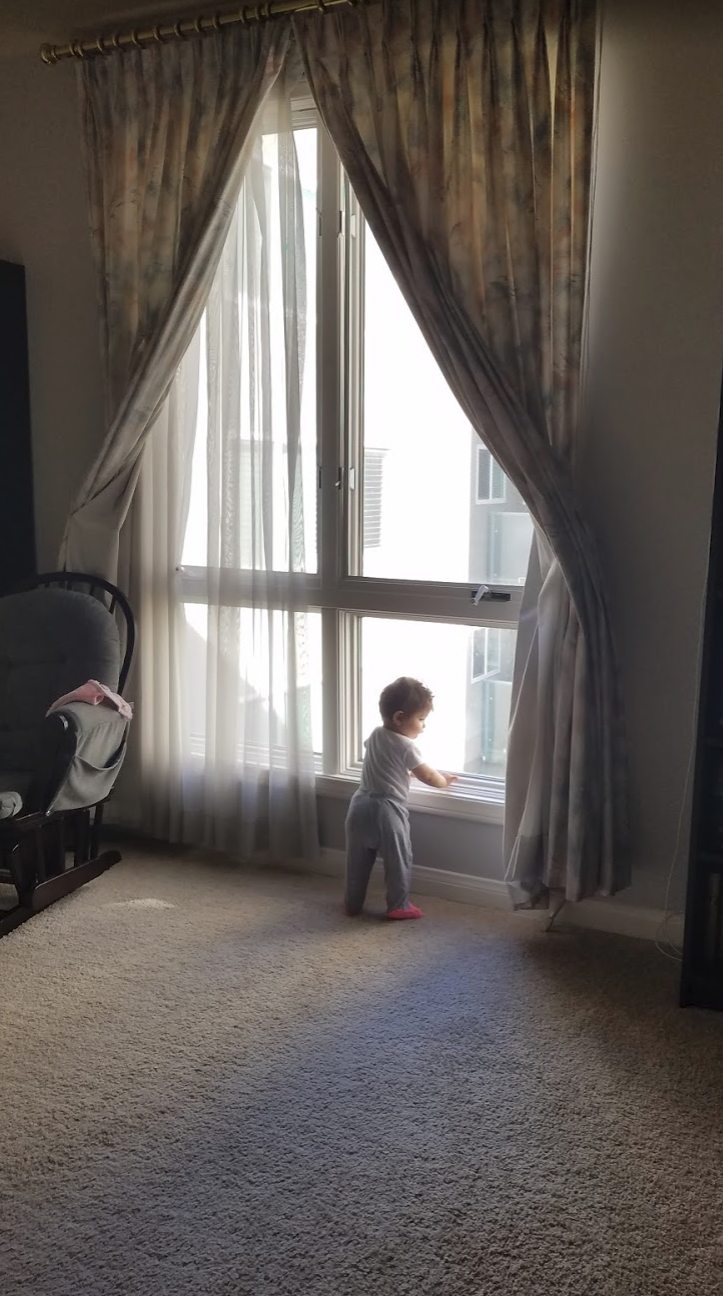
کودکی در حال یاد گرفتن ایستادن

ایستادن (انگلیسی: Standing) که به آن ارتوستاز (به انگلیسی: orthostasis) نیز گفته می‌شود، یک موقعیت و حالت انسانی است که در آن بدن در حالت ایستاده نگه داشته می‌شود و فقط توسط پاها پشتیبانی می‌شود. اگرچه به نظر می‌رسد که بدن ساکن است، بدن در صفحه ساژیتال کمی از مچ پا به عقب و جلو حرکت می‌کند. صفحه ساژیتال بدن را به دو طرف راست و چپ تقسیم می‌کند. نوسان ایستادن آرام اغلب به حرکت آونگ معکوس تشبیه می‌شود.